# Ханти-мансійська міфологія

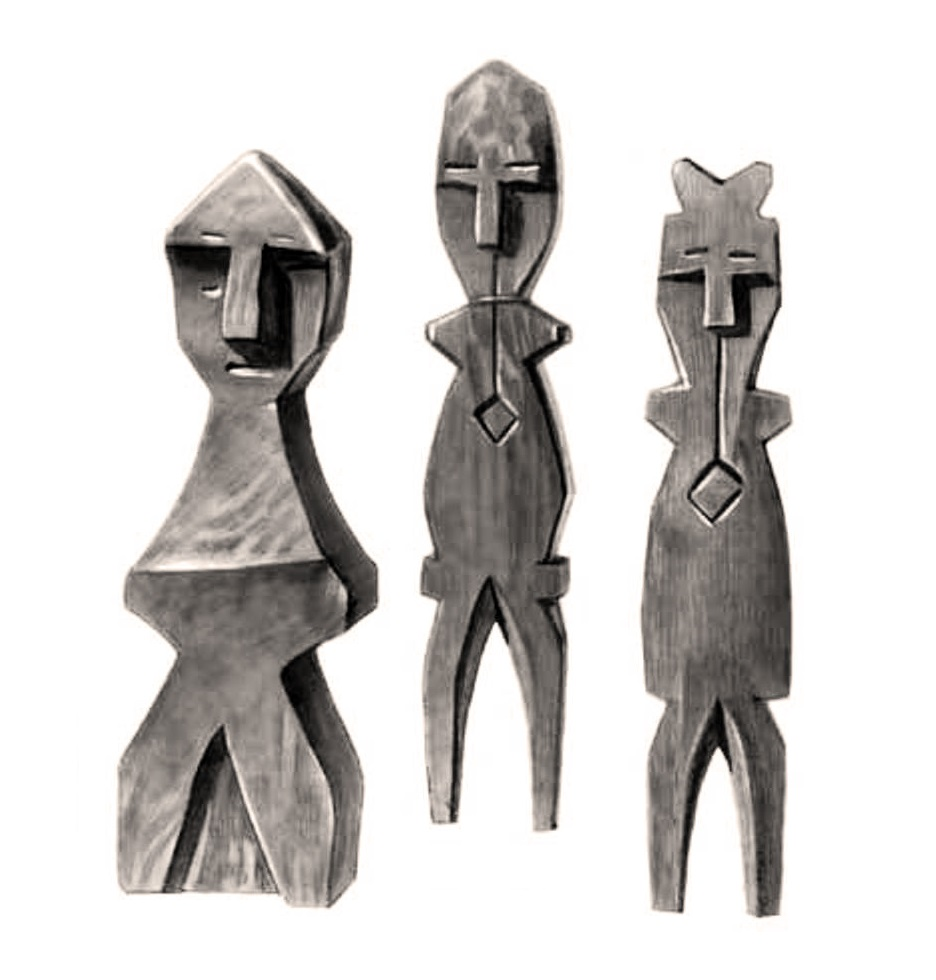
, в ханти-мансійській міфології духи-покровителі людей, духи предків

Ханти-мансійська міфологія — комплекс міфологічних уявлень хантів і мансі (обських угрів). Частина спільної фіно-угорської міфології.
Згідно міфу, землю з дна океану при створенні світу дістала гагара, яку звали Лулі. За іншою версією, землю із дна дістав сам Куль-Отир. Світ ділиться на три сфери: земляну, повітряну та водну. Через це водоплавний птах в цій ситуації є наймогутнішим варіантом, — йому доступні усі три сфери.
Вищі боги в пантеоні — Нум-Торум і його син, Корс-Торум. Царством мертвих править злий дух Куль-Отир (Кинь-Лунк).
Основні боги: старший із синів Нумі-Торума, Полум-Торум, керує всією рибою і звірами навколишніх земель, Мір-сусне-хум, інший син Нумі-Торума, — посередник між богами і простим людом («Небесний наглядач»), його кінь Товлинг-Лун, Мих-імі — «Праземля», богиня, предвісниця хвороб, Калтащ-еква — богиня Землі, мати Мір-сусне-хума, Хотал-еква — богиня сонця, Етпос-ойка — бог Місяця, Най-еква — богиня вогню, Сяхил-Торум — бог грому, Косяр-Торум, онук Нумі-Торума. Третій син Нумі-Торума, Аут'я-отир, в образі щуки мешкає в районі гирла Обі. Ще один син Нумі-Торума, Ньйор-ойка — покровитель стад оленів. Богам також було відведено і місце проживання. Полум-Торум жив на річці Пелим (Полум), Ньйор-ойка — на озері Ялпин-тур.
Хонт-Торум — бог війни, його дружина — Суй-ур-еква, помічники — Хусі, Енкі.
Епітетом Колташ (Калтащ)-екви є Сорні-еква («Золота баба»), європейці сприйняли це буквально і вважали, що вона із золота.
Персонажі нижчої міфології: пупі (пупих) — дух (і його зображення), менкв — велетень-людожер, утчі (унху) — міфічний лісовий мешканець, міс (міш) — добрий лісовий дух.
Урал вважався поясом бога, який створив світ і кинув його на землю.
Один із головних персонажів — Мір-сусне-хум, називався «Купцем верхнього і нижнього світів».
Один із персонажів, Міс-не — «Лісова діва», приносить удачу мисливцю і виходить за нього заміж. У них народжується син, але люди в поселенні її цькують, і вона повертається назад у ліс. У селі Хурум-пауль шанувався Їпиг-ойка («Старий сич»). Жителі села вважали його своїм предком, тобто тотемом. Тотемами у народів Обської півночі також були бабка, трясогузка, сич. На них заборонялося полювати.
Згідно із повір'ям мансі, у чоловіків — 5 або 7 душ, а у жінок — 4 або 6. З них дві — найважливіші, одна реінкарновувалася в дитину тої ж статі, інша відходила в царство Куль-Отира. По суті, «духи» є персоніфікацією сил природи.
Слова «ойка» та «еква» перекладаються як «старець» і «стара, баба, жінка», «не» — «жінка, діва», «отир» — «богатир». Серед персонажів виділялися як чоловічі, так і жіночі фігури.

## У сучасній культурі
Ряд персонажів казок Павла Бажова мають мансійське походження. Наприклад, Огневушка-Поскакушка — аналог «Золотої баби» — Сорні-Най (манс. — «жінка-вогонь»).
Ведмежому культу хантів і мансі присвячений цикл пісень уральської етно-рок-групи «H-Ural».